# Carcosa

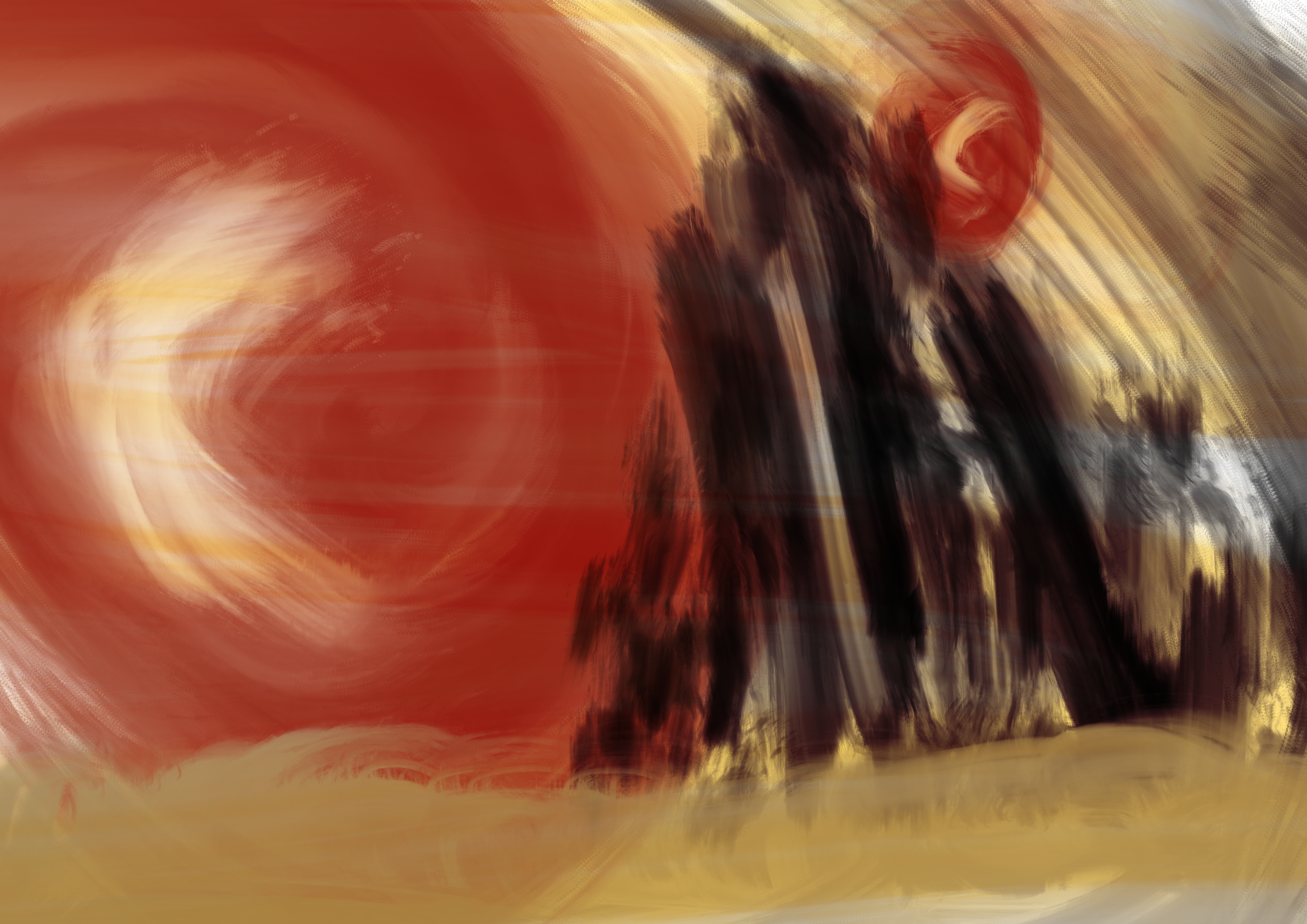
Imagine abstractă a orașului Carcosa cu turnuri întunecate, doi sori, un lac cețos și luni ciudate. Artist: Dronebogus

Carcosa este un oraș fictiv din povestirea „Un locuitor din Carcosa” (1886) a lui Ambrose Bierce. Orașul străvechi și misterios este descris vag și este privit doar în retrospectivă (după distrugerea sa) de un personaj care a locuit cândva acolo.
Scriitorul american Robert W. Chambers a împrumutat numele „Carcosa” în mai multe dintre povestirile sale prezentate în cartea din 1895 The King in Yellow, ceea ce a inspirat generații de autori să folosească în mod similar numele „Carcosa” în propriile lucrări.

## Regele în galben
Orașul a fost folosit mai târziu în cartea de povestiri de groază a lui Robert W. Chambers, publicată în 1895 și intitulată Regele în galben (The King in Yellow). Chambers a citit lucrarea lui Bierce și a împrumutat câteva nume suplimentare din lucrarea lui, inclusiv Hali și Hastur.
În povestirile lui Chambers și în piesa de teatru apocrifă fictivă intitulată Regele în galben, care este menționată de mai multe ori în povestiri, orașul Carcosa este un loc misterios, străvechi și posibil blestemat. Cea mai precisă descriere a sa este că se află pe malul lacului Hali, fie pe o altă planetă, fie într-un alt univers.

De exemplu:
De-a lungul țărmului, valurile norilor se sparg,

 Sorii gemeni se scufundă în spatele lacului,
Umbrele se lungesc
În Carcosa.
Ciudată este noaptea în care răsar stelele negre,
Și luni ciudate se învârt prin cer,
Dar mai străină este
Carcosa pierdută.
Cântece pe care le vor cânta Hiadele,
Unde se zbat zdrențurile Regelui,
Trebuie să moară neauzit în
Cețoasa Carcosa.
Cântecul sufletului meu, vocea mea este moartă,
Mori tu, necântat, ca lacrimile nevărsate
Ce se vor usca și vor muri în
Carcosa pierdută.

— „Cântecul Cassildei” în Regele în galben actul 1, scena 2

## Nume asociate
Lacul Hali este un lac cețos aflat în apropierea orașului Hastur. În piesa fictivă Regele în galben (descrisă oblic de autorul Robert W. Chambers în colecția de povestiri cu același titlu), orașele misterioase Alar și Carcosa se află lângă lac. La fel ca și Carcosa, este menționat în povestirile Mitologiei Cthulhu ale lui H P Lovecraft și autorilor care i-au continuat opera.
Numele Hali își are originea în „Locuitorul din Carcosa” (1886) de Ambrose Bierce, în care Hali este autorul unui citat care formează prefața povestirii. Naratorul povestirii sugerează că persoana numită Hali este acum moartă (cel puțin în cronologia povestirii).
În lucrările lui Chambers se face aluzie la alte câteva locuri aproape nedescrise, printre care Hastur, Yhtill și Aldebaran. „Aldebaran” se poate referi la steaua Aldebaran, probabil deoarece este asociat și cu menționarea roiului de stele Hiade, cu care împarte spațiu pe cerul nopții. Semnul Galben, descris ca un simbol, dar nu al vreunui scrieri umane, se presupune că provine din același loc cu Carcosa.
Un alt nume asociat este „Demhe” și „adâncimile sale înnorate” – acest lucru nu a fost niciodată explicat nici de Chambers, nici de vreun celebru scriitor de pastișe și astfel nu știm ce sau cine este exact „Demhe”.
Marion Zimmer Bradley (și Diana L. Paxson după moartea lui Bradley) a folosit și numele „Hali” și „Lacul Hali” în seria sa de romane și povestiri Darkover.
Este posibil ca Bierce să se fi inspirat din genocidul contemporan al popoarelor circasiene cu nume similar.

## Alte apariții